# FOR TWO-PIECE
『FOR TWO-PIECE』は、日本のア・カペラ ヴォーカルグループ、SMOOTH ACEの2枚目のアルバム。2002年1月30日にTOSHIBA EMIからリリースされた。

## 収録曲
特記以外作詞：岡村玄、作曲：重住ひろこ、コーラス・アレンジ：SMOOTH ACE
1. FOR TWO-PIECE ～Introduction～（作詞・作曲：李眞姫、編曲：Smooth Ace）
2. 無敵（編曲：小曽根真）
3. 手のひら（編曲：高橋幸宏）
4. 星空と帰り道（編曲：細野晴臣）
5. HONESTY（編曲：石成正人）
6. お願いをひとつ（編曲：権藤知彦）
7. SOLDIER (SWORD OF BLAZE MIX)（編曲：Ta）
8. WHAT YOU WANT（編曲：渡辺香津美）
9. 太陽（作詞・作曲・編曲：重住ひろこ）
10. 愛しさに（編曲：清水靖晃）
11. Waltz For Love（編曲：清水靖晃）
12. Drivin’（編曲：権藤知彦）
13. BYE（編曲：高橋幸宏）
14. TO BELIEVE（編曲：高橋幸宏）
15. いつもいつも（作詞・作曲：重住ひろこ、編曲：権藤知彦）

## パーソネル
重住ひろこ、岡村玄、平慎也、李眞姫（vo, cho）／林立夫、山木秀夫（d）／小原礼、岡沢章、高水健司（b）／浜口茂外也（per）／佐藤博（pf）／小曽根真（pf,org）／鈴木茂、渡辺香津美、土方隆行、土屋昌巳（g）／石成正人（g,prg）／徳武弘文（g,e.sitar）／寺嶋昌夫（F.Hr）／清水靖晃、木本靖夫、権藤知彦、Ta、重住ひろこ（prg）

## スタッフ
サウンドプロデュース：高橋幸宏（M-2,13,14）、細野晴臣（M-4）、渡辺香津美（M-8）、清水靖晃（M-10,11）
レコーディング／ミキシング・エンジニア：加藤博実、中山大輔、叶眞司、原口宏、Yasuo Morimoto
マスタリング・エンジニア：小鉄徹
イラストレーション：鈴木英人

## 品番
TOCT-24726

## 再発売
＜CITY POP Selections＞ by UNIVERSAL MUSIC として、2022年10月26日に限定盤として発売